# Amaia Romero
Amaia Romero, född 3 januari 1999 i Pamplona, är en spansk sångerska som representerade sitt land i Eurovision Song Contest 2018 tillsammans med Alfred. Deras sång "Tu canción" kom på 23:e plats med 61 poäng.